# 符离镇
符离镇，是中华人民共和国安徽省宿州市埇桥区下辖的一个乡镇级行政单位。

## 行政区划
符离镇下辖以下地区：
镇南社区、振兴社区、站东社区、符离村、沈圩村、横口村、符北村、张楼村、梁套村、王楼村、尖山村、清水村、芦村、黄桥村、灵寺村、李桥村、杨楼村、丁集村、褚庄村和四山村。

## 文化
唐代诗人白居易寓居符离二十二载，其间留下千古绝句《赋得古原草送别》： 离离原上草，一岁一枯荣。野火烧不尽，春风吹又生。野芳侵古道，晴翠接荒城。又送王孙去，萋萋满别情。
符离集烧鸡的产地即位于今符离镇所辖区域内。